# Carl Kellner (optiker)
Carl Kellner (26. marts 1826 i Hirzenhain - 13. maj 1855 i Wetzlar) var en tysk opfinder og fremstiller af teleskoper og mikroskoper. Han opnåede først berømmelse efter at have opfundet sit kendte Kellner-okular. Hans udstyr blev leveret i hele Tyskland og udlandet og blev anerkendt i videnskabskredse for sin kvalitet. "Optische Institut" blev grundlagt af Kellner og var startskuddet til Wetzlars optiske industri. Dette værksted havde under Kellner op til 12 medarbejdere. I de knap seks år under hans ledelse blev omkring 130 mikroskoper og omkring 100 små og store teleskoper og kikkerter produceret. Gennem flere år arbejdede Kellner tæt sammen med sin ven Moritz Hensoldt, der grundlagde endnu en optikerforretning i Wetzlar.
Kellner døde i en alder af 29 år i 1855 af lungetuberkulose, som han havde lidt af året før. Kort før sin død blev han tildelt guldmedaljen for fremragende arbejdsmæssige præstationer af Kongen af Preußen. Kellner var gift, men efterlod sig ingen børn.
Efter Kellners død blev butikken videreført af hans tidligere medarbejder Friedrich Belthle (1828–1869). Efter dennes død 14 år senere blev butikken overtaget af Ernst Leitz og under navnet Leitz til en af de største mikroskopfremstillere og optikvirksomheder i verden. Efter en fission af koncernen hedder optikforretningen Leica Microsystems, og hovedsædet er som før i Wetzlar.